# Titanbach
Der Titanbach ist ein etwa 4 km langer rechter Nebenfluss der Selke. Er fließt im Unterharz im sachsen-anhaltischen Landkreis Harz.
Weitgehend entlang dem vollständig im Wald gelegenen Bach führt ein Wanderweg, der Annenweg.

## Verlauf
Der Titanbach entspringt im Naturpark Harz/Sachsen-Anhalt nahe dem Forsthaus Wilhelmshof. Weiteres Wasser wird aus einer Vielzahl von Quellen im gemeinsamen Quellgebiet der Selke-Zuflüsse Titanbach und Schiebecksbach und der Eine-Nebenflüsse Leine und Schwennecke zugeführt. Wasser kommt dabei aus den Gebieten von Strenzelberg, Kleiner Sauerberg und Zimmerberg. Das Quellgebiet liegt im Wald im Dreieck von Harzgerode, Pansfelde und Burg Falkenstein. Dabei füllen die eher in Richtung Norden fließenden Quellarme den Titanbach, die nach Westen den Schiebecksbach und die nach Süden und Osten Leine oder Schwennecke. Die einzelnen Quellarme entstehen teils nur wenige Meter nebeneinander. Dabei verläuft die Friederickenstraße zwischen Degenershausen und etwa der Flur Wilhelmshof auf der Wasserscheide von Selke und Wipper.
Die bis zu drei Kilometer langen linksseitigen Flussarme fließen vereint etwa 600 Meter durch den Wald und vereinen sich mit den bis zu etwa 2 Kilometer langen südlichen Quellarmen, bevor der Titanbach etwa 500 Meter flussabwärts sich mit einem weiteren Seitenarm vereint. Dieser wenige hundert Meter lange Arm entspringt nahe den Quellen eines weiter stromabwärts mündenden kleinerem rechtsseitigen Zuflusses der Selke.
Schließlich mündet der Titanbach nahe der Selkemühle, etwa an Fließkilometer 38, in den Bode-Zufluss Selke.

## Namensherkunft
Zur Namensherkunft sind keine Quellen bekannt. Bei nach Bodenschätzen benannten Bächen ist mit zwei Möglichkeiten zu rechnen. Einmal kann das Mineral nahebei abgebaut werden, es kann im Bachbett vorkommen oder im Wasser enthalten sein. Häufiger noch wurde ein solcher Bach wegen der Färbung seines Wassers nach dem Mineral benannt. Im Unterharz wurde jedoch nie Titan gefunden oder gar abgebaut. Allerdings mündet der Bach am Fuße des 355 Meter hohen Bergs 'Titan.' - dessen Namensherkunft allerdings auch ungeklärt ist.